# Geflippte SO(10)
Geflippte SO(10) ist in der theoretischen Physik eine Große vereinheitlichte Theorie, welche die namensgebende spezielle orthogonale Gruppe {\displaystyle \operatorname {SO} (10)}, nämlich genau die Eichgruppe von SO(10), durch eine Vertwistung mit der ersten unitären Gruppe {\displaystyle \operatorname {U} (1)} erweitert, vergleiche etwa mit der Definition der Spinᶜ-Gruppe.

## Eichgruppe
In der geflippten SO(10) ist die Eichgruppe gegeben durch die {\displaystyle 46}-dimensionale Lie-Gruppen {\displaystyle \operatorname {SO} (10)_{\mathrm {F} }\times \operatorname {U} (1)_{\mathrm {B} }} oder {\displaystyle (\operatorname {SO} (10)_{\mathrm {F} }\times \operatorname {U} (1)_{\mathrm {B} })/\mathbb {Z} _{4}}, siehe spezielle orthogonale und unitäre Gruppe. Dabei wirkt jede zyklische Gruppe {\displaystyle \mathbb {Z} _{n}} auf {\displaystyle \operatorname {U} (1)} durch {\displaystyle n}-te Einheitswurzeln, konkret durch {\displaystyle \mathbb {Z} _{n}\times \operatorname {U} (1)\rightarrow \operatorname {U} (1),([k],e^{i\varphi })\mapsto \zeta _{n}^{k}e^{i\varphi }}. Es gibt einen Symmetriebruch:
{\displaystyle (\operatorname {SO} (10)_{\mathrm {F} }\times \operatorname {U} (1)_{\mathrm {B} })/\mathbb {Z} _{4}\rightarrow (\operatorname {SU} (5)\times \operatorname {U} (1)_{\chi })/\mathbb {Z} _{5}}
in die Eichgruppe der geflippten SU(5).